# 금호성당
금호성당은 대한민국의 경상북도 영천시 금호읍 거여로 16 (냉천리) 위치한 천주교 대구대교구 제2대리구 5지역의 성당이다. 1963년 9월 11일에 설립되었다.

## 같이 보기
- 천주교 대구대교구